# Karolina Krassowska
Karolina Krassowska z domu Bieńkiewicz, ps. „Józefa”, „Wysoka” (ur. 18 listopada 1891 w Filipach Czeremyskich na Podolu, zm. 13 września 1941 w Warszawie) – inżynier rolnictwa, sekretarka Delegata Rządu na Kraj.

## Życiorys
Urodziła się 18 listopada 1891 w rodzinie Adriana i Karoliny z domu Podhorskiej. Zamieszkała w Warszawie i ukończyła Szkołę Główną Gospodarstwa Wiejskiego (inżynier rolnictwa). Kierowała w latach 1914–1916 stacją selekcji roślin w Udryjowicach. Wyszła za mąż w 1916 za Bohdana Krassowskiego z Berezówki na Podolu. Przyjechała z rodziną do Warszawy w 1920 i podjęła pracę zawodową w Centralnym Towarzystwie Rolniczym, a następnie w Polskim Białym Krzyżu. Inspektorka w Centralnym Towarzystwie Organizacji i Kółek Rolniczych w Warszawie od 1925, a w warszawskim biurze Towarzystwa Eksploatacji Soli Potasowych z siedzibą we Lwowie jako z–ca kierownika działu propagandy od 1933. Była jednocześnie w latach 1926–1931 kierownikiem naukowym w firmie Hodowla i Reprodukcja Zbóż i Nasion Buraków Cukrowych Aleksandra Sumowskiego w Zamliczach na Wołyniu. Do prasy fachowej pisała liczne artykuły oraz tłumaczyła prace rolnicze i języków obcych. Współpracowała również z działem rolnym Polskiego Radia.
Od wiosny 1940 w konspiracji jako sekretarka do specjalnych zadań Delegata Rządu na Kraj Cyryla Ratajskiego. Do jej zadań należało przechowywanie pieczęci z godłem państwa, prowadzenie archiwum, kasy Delegatury. Znała także szyfry stosowane w korespondencji oraz zastępowała szyfrantkę. 12 września 1941 została przypadkowo aresztowana w lokalu przy Al. Ujazdowskich. Gestapo znalazło i zarekwirowało w jej mieszkaniu przy ul. Raszyńskiej 58 m. 24 tylko kasę Delegatury w kwocie ok. 18 000 zł. Była torturowana w al. Szucha, ale nic nie ujawniła. Ze zmasakrowaną twarzą i w stanie agonalnym została przewieziona na Pawiak, gdzie zmarła.
Pośmiertnie została odznaczona Krzyżem Srebrnym Orderu Virtuti Militari (Rozkazem KG ZWZ 19 marca 1942) nr 12822 Została pochowana na cmentarzu Powązkowskim w Warszawie(kwatera 121-6-6).
Mianowana na stopień starszego sierżanta (daty aresztowania i zgonu, mające kilka wersji, przyjęto według relacji córki Anny Olszańskiej).
Jej syn Kazimierz poległ w Powstaniu Warszawskim.